# Tống Đức An
Tống Đức An (sinh ngày 21 tháng 3 năm 1991) là một cầu thủ bóng đá người Việt Nam đang thi đấu ở vị trí thủ môn cho câu lạc bộ Quảng Nam.

## Danh hiệu
Sài Gòn
- V.League 2: 2015